# ماري لويز دوبريل جاكوتين
ماري لويز دوبريل جاكوتين (بالفرنسية: Marie-Louise Dubreil-Jacotin)‏ (7 يوليو 1905- 19 أكتوبر 1972)، عالمة رياضيات فرنسية وثاني امرأة تحصل على الدكتوراه في الرياضيات البحتة في فرنسا وأول امرأة تصبح أستاذ متفرغ في الرياضيات في فرنسا، وهي خبيرة في ميكانيك السوائل والجبر التجريدي.

## بدايات حياتها والتعليم
ماري لويز هي ابنة محامي لبنك فرنسي وحفيدة (من جهة أمها) نافخ زجاج من عائلة ذات أصول يونانية. كانت معلمة الرياضيات التي تدرّسها في مدرسة الليسيه أخت عالم الرياضيات إيلي كارتان، بعد تجاوزها البكالوريوس سُمح لها (عن طريق تدخل والد صديقتها والذي كان مدير المعهد) بإكمال دراسة الرياضيات في كلية الشابتال. احتلت المرتبة الثانية في محاولتها الثانية في امتحانات دخول المدرسة العليا للأساتذة عام 1926 (متعادلة مع كلود شوفالي). ولكن بقرار وزاري أصبح مركزها الواحد والعشرين. بعد تدخل فيرناند هاوسير محرر صحيفة المدرسة العليا للأساتذة قُبلت ماري لويز في المدرسة. كان من بين أساتذتها في المدرسة هنري لوبيغ وجاك هادامار، وأنهت دراستها عام 1929.
سافرت ماري لويز بتشجيع من مدير المدرسة العليا للأساتذة إرنست فيسيو إلى أوسلو للعمل مع فيهلم جيركينس، وبتأثير منه أصبحت مهتمة برياضيات الأمواج وبعمل توليو ليفي شيفيتا على هذا الموضوع. عادت إلى باريس عام 1930 وتزوجت من عالم الرياضيات بول دوبريل وانضمت له في جولة إلى مراكز الرياضيات في ألمانيا وإيطاليا بما في ذلك زيارة إلى شيفيتا. عاد آل دوبريل إلى فرنسا عام 1931.

## مسيرتها المهنية والبحث
بينما كان زوجها يُدرس في ليل أنهت ماري لويز الدكتوراه عام 1934 عن وجود الأمواج اللا نهائية المختلفة في السوائل المثالية تحت إشراف هنري فيلا. المرأتان الوحيدتان اللتان سبقتاها في الحصول على الدكتوراه في الرياضيات في فرنسا هنَّ ماري كاربنتييه عام 1931 (أيضًا في الرياضيات البحتة) وإدمي شاندون عام 1930 (في علم الفلك والجيوديسيا).
انتقلت ماري لويز إلى نانسي لتلحق بزوجها ولكنها لم تتمكن من الحصول على منصب في الكلية لأن ذلك اعتُبر من المحسوبيات، وبدلًا من ذلك أصبحت باحثة مساعدة في جامعة رين. رُقيّت إلى منصب تعليمي عام 1938، وأصبحت أستاذةً مساعدة في جامعة ليون عام 1939 بينما كانت تكمل تعليمها في رين. أصبحت عام 1943 أستاذة متفرغة في جامعة بواتيي وكانت أول امرأة تُصبح أستاذة متفرغة في الرياضيات في فرنسا، وفي عام 1955 مُنحت كرسي الأستاذية في حساب التفاضل والتكامل. انتقلت عام 1956 إلى جامعة باريس وبعد تقسيم الجامعة احتفظت بالأستاذية في جامعة بيير وماري كوري.
تحول اهتمام ماري لويز بتحفيز من دراسة حول المعاملات المتوسطة للاضطراب، باتجاه الجبر التجريدي وأجرت دراسة عن الزمر النصفية والبنى الجبرية المتدرجة. ألفت ماري لويز كتابين الأول عن النظرية الشبكية والثاني عن الجبر التجريدي، وبالإضافة إلى منشوراتها التقنية ألفت ماري لويز كتابًا عن تاريخ الرياضيات بعنوان بورتريه (صورة شخصية) لعالمات الرياضيات.

## الإرث
يوجد في الدائرة الثالثة عشر في باريس ضمن جامعة باريس ديديرو شارع باسمها (شارع ماري لويز دوبريل جاكوتين)، وشارع في جامعة بواتيي يحمل نفس الاسم. في نظرية الزمر النصفية، سُميت زمر دوبريل جاكوتين النصفية تيمنًا بها وكذلك معادلة دوبريل جاكوتين الطويلة؛ النموذج القياسي لموجات الجاذبية الداخلية في ميكانيك السوائل.